# Avenida Inca Garcilaso de la Vega (Lima)
La avenida Inca Garcilaso de la Vega, también conocida por su antiguo nombre como avenida Wilson, es una avenida del distrito de Lima, en la ciudad homónima, capital del Perú. Se constituye como una de las principales vías de acceso hacia el centro histórico de Lima, y se extiende de norte a sur, a lo largo de 12 cuadras. Toma la numeración de la avenida Tacna, iniciando su recorrido en la cuadra 7. Su trazo es continuado hacia el sur por la avenida Arequipa.

## Historia
Anteriormente se llamaba avenida El Sol, nombre que luego fue cambiado a Wilson en homenaje al presidente estadounidense Woodrow Wilson. Si bien durante el gobierno del General, Juan Velasco Alvarado, el nombre fue cambiado por el más autóctono de Inca Garcilaso de la Vega, en honor del primer literato mestizo del Perú, el nombre de Wilson se sigue usando por haber quedado dentro del imaginario popular.

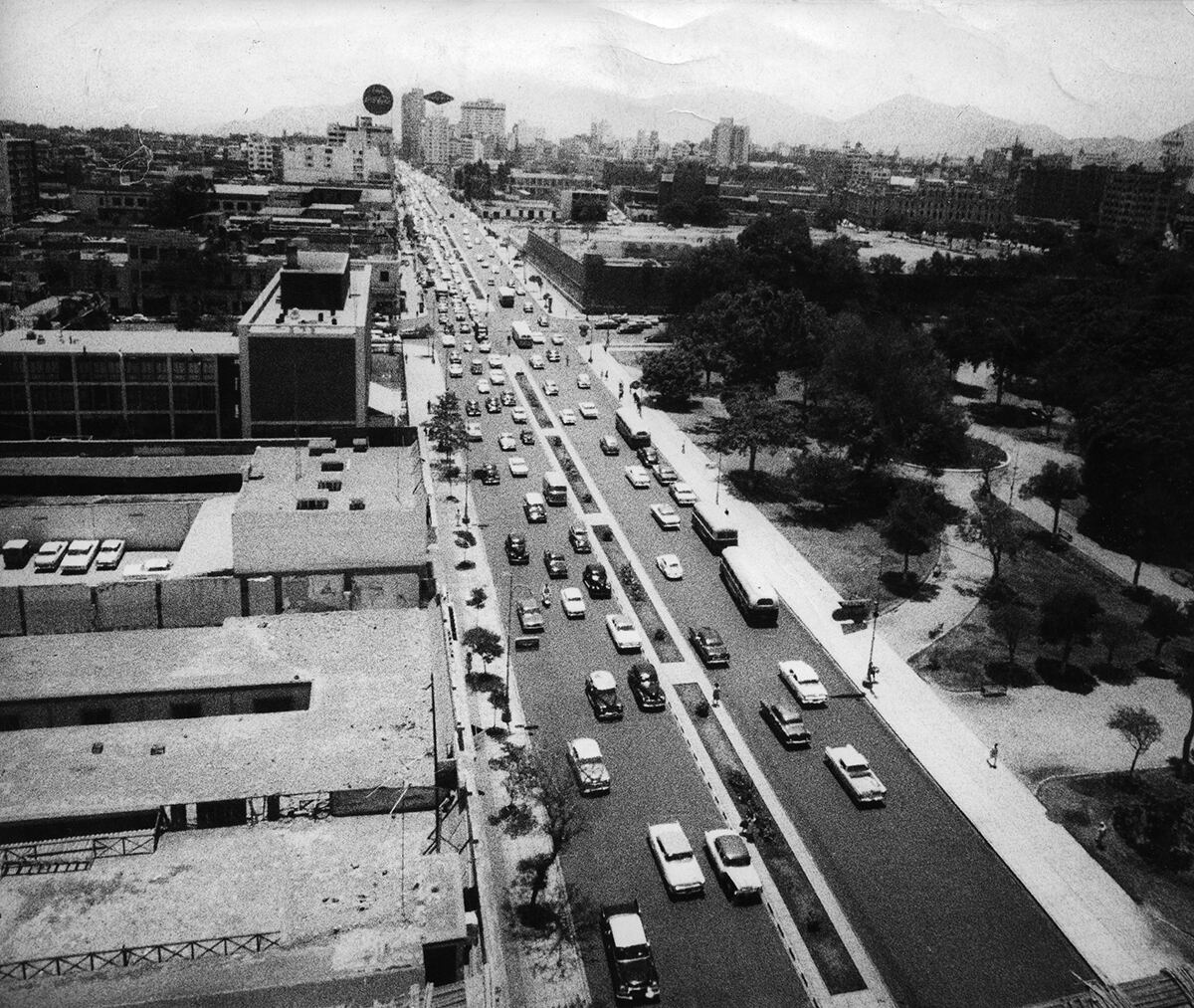
Vista de la avenida Wilson en 1963.

Durante los años 1970, la avenida Wilson fue una de las avenidas más lujosas de la ciudad, junto con la avenida Nicolás de Piérola, muestra de lo cual son aún sus altos edificios que tuvieron un uso mixto (tanto oficinas como departamentos) pero que actualmente, son usados para uso comercial. 
Al ser una de las principales vías de entrada y salida del centro histórico de Lima, y una de las principales vías hacia Lima Norte, Wilson cuenta con un pesado tráfico, debido a la gran aglomeración de líneas de transporte público. Lo que junto al carácter residencial de la avenida y a la aglomeración de personas, la convierten en una de las arterias de mayor contaminación ambiental y sonora.
Actualmente cuenta con un paso a desnivel subterráneo en la intersección con la avenida 28 de Julio, permitiendo la fluidez del tráfico hacia las avenidas Arequipa y República de Chile, de la que nace la avenida Arenales.

## Recorrido

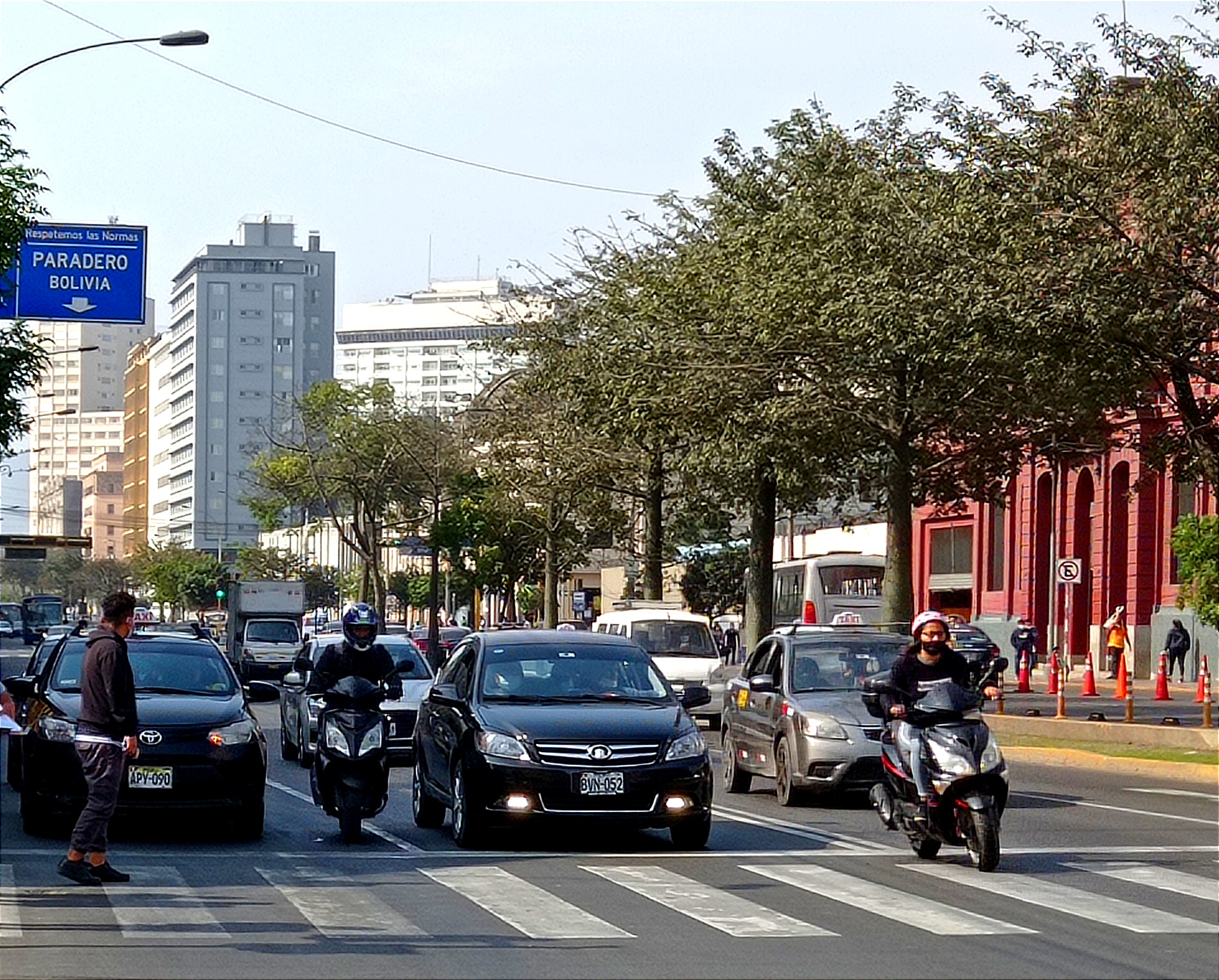
Vista parcial de la avenida Inca Garcilaso de la Vega en el cruce con la avenida Bolivia.

En sus doce cuadras de recorrido, destaca principalmente sus cuadras 11, 12 y 13, que constituyen el mayor cluster de artículos informáticos de Lima. En efecto, en esta zona abundan las conocidas galerías comerciales donde se ofrece todo tipo de productos de software y hardware de las principales marcas de informática del mundo. Existe una creencia que este emporio es el mayor productor de software pirata del país; sin embargo, fuentes periodísticas señalan que solo el 16% de los productos que se venden en "Wilson" son piratas.
En la cuadra 13, resalta el Centro Cívico de Lima, donde actualmente se encuentra el centro comercial Real Plaza y la estación central del Metropolitano. En la intersección con la avenida España, se encuentra el antiguo local de la Casa Matusita, del cual existe una larga tradición de supuestos fenómenos paranormales, lo que se ha convertido en una leyenda urbana de la ciudad. Cerca del cruce con el Paseo Colón, destaca el edificio de la sede principal de la SUNAT. Este edificio es uno de los más altos de Lima, que junto con el edificio del Centro Cívico, hacen de esta céntrica avenida una de las que cuentan con los edificios más altos del Perú. En esta cuadra, la avenida Wilson, presenta en su vereda oriental, el Parque de la Exposición actualmente remodelado.